# Lothar Rommelfanger

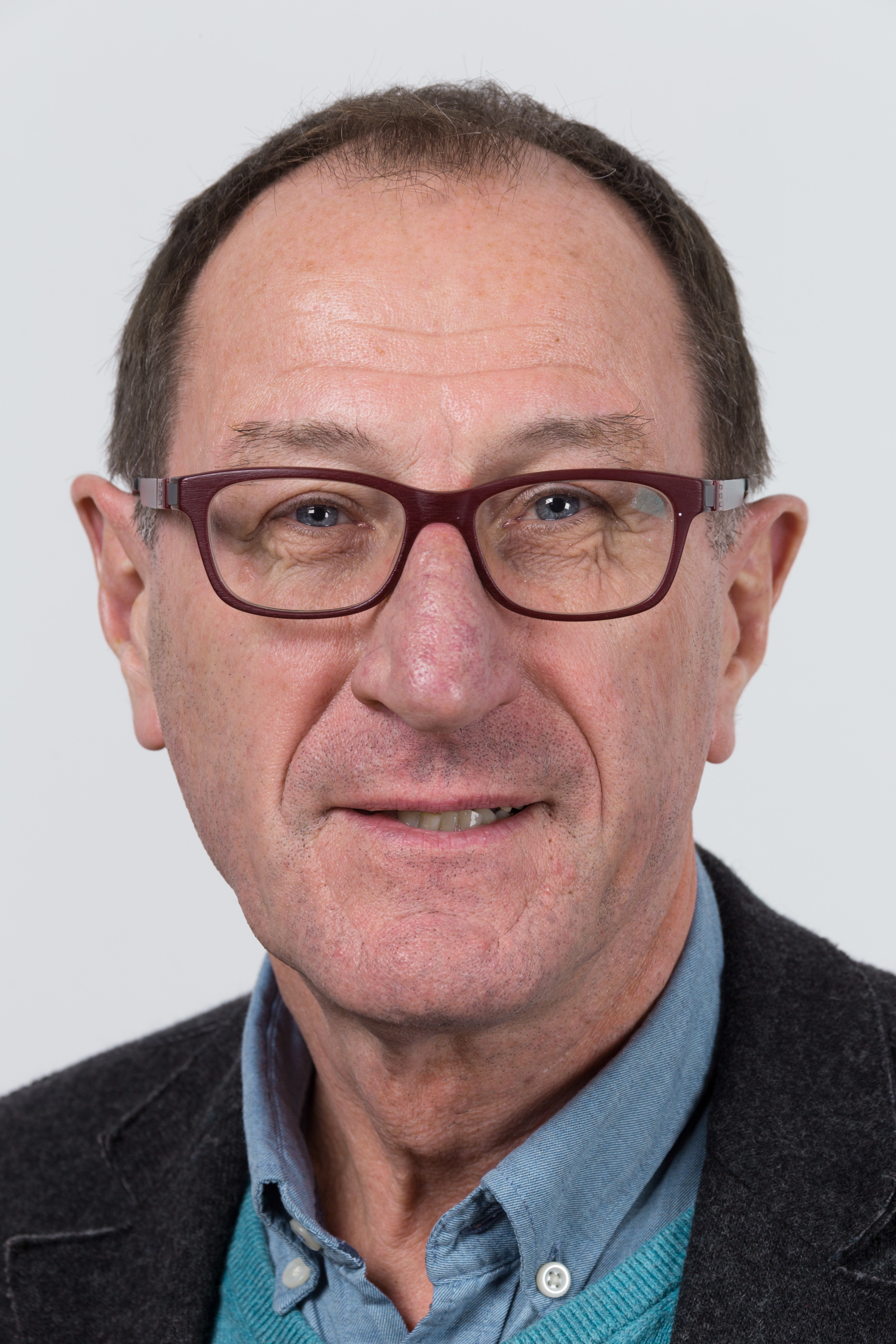
Lothar Rommelfanger (2016)

Lothar Rommelfanger (* 24. November 1957 in Trier) ist ein deutscher Politiker (SPD) und Erzieher. Bei der Landtagswahl in Rheinland-Pfalz 2016 errang er ein Direktmandat im Wahlkreis Konz/Saarburg und ist seitdem Mitglied des Landtages Rheinland-Pfalz.
Lothar Rommelfanger absolvierte nach dem Realschulabschluss 1977 eine Fachschule für Soziales mit Abschluss als Erzieher. Beruflich war er in den Bereichen der Jugendhilfe, der beruflichen Rehabilitation sowie der Behindertenpädagogik tätig, zuletzt als Projektleiter.
Rommelfanger trat 1981 in die SPD ein. Seit 1982 ist er Ortsvereinsvorsitzender in Wiltingen und wurde 1984 erstmals in den Verbandsgemeinderat von Konz gewählt, dort ist er seit 2002 Fraktionsvorsitzender. In Wiltingen war er von 1984 bis 1989 Mitglied im Ortsgemeinderat und von 1989 bis 2019 ehrenamtlicher Ortsbürgermeister. Ein Mandat im Kreistag des Landkreises Trier-Saarburg hatte er von 1994 bis 1999 inne und gehört diesem Gremium erneut seit 2014 an.
Bei den rheinland-pfälzischen Landtagswahlen 2016 und 2021 wurde er direkt als Abgeordneter im Wahlkreis Konz/Saarburg gewählt.
Im Landtag arbeitet er als Mitglied im Ausschuss für Gesundheit, Pflege und Demografie und Ausschuss für Soziales und Arbeit. Er ist Sprecher für Menschen mit Behinderung der SPD-Landtagsfraktion.